# Tord mosquiter cuablanc
El tord mosquiter cuablanc (Neocossyphus poensis) és un ocell de la família dels túrdids (Turdidae).

## Hàbitat i distribució
Viu entre la malesa del bosc de les terres baixes del sud-est de Guinea, Sierra Leone, Libèria, Costa d'Ivori, Ghana, Nigèria, sud de Camerun, l'illa de Bioko, Guinea Equatorial, el Gabon, República del Congo, sud de la República Centreafricana, nord-est, est i sud de la República Democràtica del Congo, oest d'Uganda i oest de Kenya, nord-oest d'Angola.